# サウスリッジ高等学校 (オレゴン州ビーバートン)
サウスリッジ高等学校（英: Southridge High School）は、アメリカ合衆国オレゴン州ビーバートンにある公立高等学校。現在、国際バカロレア資格の課程と、一部の科目でアドバンスドプレースメントの課程を提供している。学校のマスコットはスカイラー・スカイホーク（Skyler Skyhawk）である。

## 学生
総生徒数1,968人の内、71%が白人、14%がアジア人、9%がヒスパニック、3%がアフリカ系、1%が先住民族系である。生徒の7%が昼食代の援助を得、4.8%はESL（第二外国語としての英語、英: English as a Second Language）教育を受け、12.5%が特別教育を受ける資格がある。2005-2006年度において、退学率は1.6％、また卒業生の92%が高等教育を希望し、17％が国際バカロレア資格の卒業証書を授与された。
SATの平均得点は、クリティカルリーディングで525点、数学で548点、ライティングで513点だった。

## 学業
サウスリッジ高等学校は卒業のための必修単位として生徒に奉仕学習を課している。最低でも60時間の奉仕活動を行わければならず、高校側は年15時間ずつ奉仕活動を行うことを推奨している。卒業前に200時間以上の奉仕活動を行った生徒は、卒業の際に特別な認定を受けることになっている。
2008年、高校4年生527人の86%が高等学校課程の卒業証書を授与された。527人の内、453人が卒業し、40人が退学し、8人が修正卒業証書（modified diploma）を授与し、26人が留年した。

### 受賞
サウスリッジ高等学校は2002年に、アメリカ合衆国教育省から「模範的小規模学習コミュニティ」（Exemplary Smaller Learning Communities）の実施校に認定された。

## 活動
サンシリッジ・マーチング・アンサンブルは、2007年と2008年のノースウェスト・マーチング・バンド・サーキット（NWMBC）で1位を獲得し、2009年には州大会で1位を獲得した。

### 州大会優勝記録
- 管楽合奏：2009年

## 運動競技

### 州大会優勝記録
- 野球：2002年
- ソフトボール：2005年
- 女子野球：2005年、2006年、2007年、2008年
- フットボール：2008年
- 女子陸上：2009年

## その他
2004年の8月13日、ジョージ・W・ブッシュ大統領が選挙遊説の一環として、サウスリッジ高等学校で講演を行い、支持者に対して招待者限定イベントをメインジムで行った。同日、大統領選の競争相手であったジョン・ケリーは同州ダウンタウン・ポートランドのトム・マコール・ウォーターフロント・パークにおいて集会を開いていた。

## 著名な卒業生
- J・J・ホーンズ：スタンフォード・カーディナルの女子バスケットボール選手
- デイヴィッド・ジョンソン：トゥルサ大学の大学フットボール選手